# Emergency Plus 4
Emergency Plus 4 è una serie animata statunitense del 1973-74 in 26 episodi, spin-off della serie televisiva Squadra emergenza.

## Trama
Emergency Plus 4 racconta le vicende del servizio di soccorso paramedico. I due protagonisti principali sono i giovani pompieri paramedici John Roderick "Johnny" Gage e Roy DeSoto. Il "+4" del titolo, si riferisce ai quattro giovanissimi ragazzi Jason, Randy, Carol e suo fratello Matt, che si sono uniti nelle operazioni di salvataggio dei paramedici, e insieme a loro hanno anche degli animali domestici: il cane Flash, il merlo indiano Carlomagno e la scimmia Banana.

## Produzione
Gli Universal Studios esternalizzarono l'animazione alla Fred Calvert Productions, perché all'epoca non avevano una propria divisione di animazione.

## Episodi

### Prima stagione
| n° | Titolo inglese         | Titolo italiano                      | Prima TV originale |
| -- | ---------------------- | ------------------------------------ | ------------------ |
| 1  | Desert Storm           | Tempesta nel deserto                 | 8 settembre 1973   |
| 2  | Danger at Fantasy Park | Pericolo a Fantasy Park              | 15 settembre 1973  |
| 3  | The Circus Story       | La storia del circo                  | 22 settembre 1973  |
| 4  | Sunken Plane           | L'aeroplano sommerso                 | 29 settembre 1973  |
| 5  | River of Peril         | L'alluvione                          | 6 ottobre 1973     |
| 6  | Fire at Sea            | Incendio sul mare                    | 13 ottobre 1973    |
| 7  | [ 2 ]                  | Il fantasma da un milione di dollari |                    |
| 8  | Tsunami                | Tsunami                              | 20 ottobre 1973    |
| 9  | Brushfire              | Incendio nella foresta               | 27 ottobre 1973    |
| 10 | [ 2 ]                  | Il ciclone                           |                    |
| 11 | Oil's Well             | Il pozzo di petrolio                 | 3 novembre 1973    |
| 12 | Winter Nightmare       | Incubo invernale                     | 10 novembre 1973   |
| 13 | Cry Wolf               | Al lupo, al lupo                     | 17 novembre 1973   |

### Seconda stagione
| n° | Titolo inglese        | Titolo italiano                  | Prima TV originale |
| -- | --------------------- | -------------------------------- | ------------------ |
| 1  | Bicycle Thieves       | Furti di biciclette              | 14 settembre 1974  |
| 2  | S.O.S. Help Us!       | Un drammatico S.O.S.             | 21 settembre 1974  |
| 3  | King of the Mountain  | King, il re della montagna       | 28 settembre 1974  |
| 4  | Stuntman              | Lo stuntman                      | 5 ottobre 1974     |
| 5  | Odyssey I             | Odissea (I parte)                | 12 ottobre 1974    |
| 6  | Odyssey II            | Odissea (II parte)               | 19 ottobre 1974    |
| 7  | Out of the Blue       | All'improvviso                   | 26 ottobre 1974    |
| 8  | Afterburner           | Un inferno di fuoco              | 2 novembre 1974    |
| 9  | Wheels of Fire        | Ruote infuocate                  | 9 novembre 1974    |
| 10 | Ghost of Billy Silver | Il fantasma di Billy Silver      | 16 novembre 1974   |
| 11 | [ 2 ]                 | I segugi e i furfanti di biscuit |                    |
| 12 | The Old Crox          | Il vecchio cimelio               | 23 novembre 1974   |
| 13 | Blast Off             | L'esplosione                     | 30 novembre 1974   |

## Doppiaggio
| Personaggio    | Doppiatore originale | Doppiatore italiano |
| -------------- | -------------------- | ------------------- |
| John Gage      | Randolph Mantooth    | Giuliano Quaglia    |
| Roy DeSoto     | Kevin Tighe          | Giorgio Lopez       |
| Jason Phillips | Donald Fullilove     | Stefano Madia       |
| Randy Alrich   | Peter Haas           | Bianca Toso         |
| Carol Harper   | Sarah Kennedy        | Roberta Paladini    |
| Matthew Harper | David Jolliffe       | Marzio Margine      |